# گریگوری مکرتچیان
گریگوری مکرتچیان (ارمنی: Գրիգորի Մկրտչյան؛ ۳ ژانویه ۱۹۲۵ – ۱۴ فوریه ۲۰۰۳) یک بازیکن ارمنی‌تبار هاکی روی یخ که در لیگ هاکی شوروی بازی می‌کرد و در بازی‌های المپیک و مسابقات جهانی در مجموع برندهٔ ۲ مدال طلا، ۱ مدال نقره شده‌است.